# Helge Auleb
Helge Auleb (Gehren, 24 de março de 1887 – Düsseldorf, 14 de março de 1964) foi um general de Infantaria da Alemanha durante a Segunda Guerra Mundial, tendo comandado diversas divisões e Corpos de Exército. Foi condecorado com a Cruz Germânica em Ouro no dia 26 de dezembro de 1941.

## Promoções
| Fahnenjunker               | 1 de março de 1907     |
| Fahnenjunker-Unteroffizier | 2 de julho de 1907     |
| Fähnrich                   | 18 de outubro de 1907  |
| Leutnant                   | 18 de agosto de 1908   |
| Oberleutnant               | 28 de novembro de 1914 |
| Hauptmann                  | 18 de abril de 1916    |
| Major                      | 1 de fevereiro de 1929 |
| Oberstleutnant             | 1 de julho de 1933     |
| Oberst                     | 1 de junho de 1935     |
| Generalmajor               | 1 de fevereiro de 1939 |
| Generalleutnant            | 1 de dezembro de 1940  |
| General der Infanterie     | 1 de dezembro de 1943  |